# Liste der Siedlungen im Tibesti
Dies ist die Liste der Siedlungen im Tibesti-Gebirge im Norden des Tschad. Sie soll alle ständig besiedelten Orte im Tibesti enthalten. Es gibt angesichts der nomadischen Lebensweise vieler Bewohner der Region viele weitere, nicht ständig besiedelte Plätze. Diese können mit dem entsprechenden Hinweis ebenfalls in diese Liste aufgenommen werden.

## Hauptorte der Départements des Tibesti
- Bardaï (zugleich Hauptort der Provinz)
- Aouzou
- Zouar
- Wour

## Dörfer
```
   • Anoa 
   • Aoda 
   • 
Aozi
 
   • 
Bouro
 
   • 
Doui
 
   • 
Edimpi
 
   • Ehra 
   • Erdégué 
   • Goubon 
   • 
Modra
 
   • 
Odouxi
 
   • Omou 
   • 
Ossouni
 
   • Oudiguei 
   • 
Ouoichi
 
   • 
Ounofou
 
   • 
Tieboro
 
   • 
Tommi
 
   • 
Yebbi-Bou
 
   • 
Yebbi Souma
 
   • 
Youbor
 
   • 
Zouarké
 
   • 
Zouï
```

## Kleinstsiedlungen
```
   • 
Aderke
 
   • Aoda 
   • 
Aozi
 
   • Bata 
   • Beni Madou 
   • Bini Drosso 
   • Bini Erda 
   • Bini Erdi 
   • Bini Ointeya 
   • Bonoua 
   • Bougou Karenga 
   • Daaska 
   • Daorighe 
   • Debasan 
   • Dudu 
   • Ehi Coren 
   • Eneri Koop 
   • Faon 
   • Fochi 
   • Forige 
   • Gidzoho 
   • Gonoma 
   • Goubone 
   • Goumeur 
   • Gourmeur 
   • Gualeingua 
   • 
Guezenti
 
   • Guimi 
   • 
Kamai
 
   • Kouroudi 
   • Madadi 
   • Marmar 
   • Mooga 
   • Mosko 
   • Mousoy 
   • 
Nema Nemasso
 
   • Ofouni 
   • 
Omschi
 
   • 
Oré
 
   • Orou 
   • 
Ossouni
 
   • Ouoïdi 
   • Oye Yeska 
   • Oygo 
   • Seley 
   • Serdégé 
   • Sherda 
   • Soeka
   • Soudou
   • Soui
   • Tarsau
   • Tehennou
   • Tidémi
   • Timmigue
   • Tioro
   • Torotorom
   • Touchi
   • 
Toudoufou

   • Ūrī
   • Yèntar
   • Yéga
   • Yega-Tchouea
   • Yonougé
   • Yonouge
   • Youdou
   • Youryour
   • Zoure
```

## Externer Link
- Annuaire des rues de Tibesti [Jahrbuch der Straßen im Tibesti], mit einer interaktiven Karte, die die genaue Lage aller Siedlungen zeigt.